# Bouarfa
Bouarfa (arabiska: بوعرفة) är en stad i Marocko. Den ligger i provinsen Figuig och regionen Oriental, 500 km öster om huvudstaden Rabat. Antalet invånare var 28 846 vid folkräkningen 2014.